# Aminicenantia
Aminicenantia o Aminicenantes es una clase candidata de bacterias recientemente propuesta, presente en una gran variedad de ambientes. Previamente se conocía como candidato OP8. Mediante técnicas genómicas se ha determinado que abundan principalmente en ambientes contaminados por hidrocarburos, seguidos por hábitats marinos (especialmente respiraderos hidrotermales y microbioma asociado a los corales) y hábitats acuáticos no marinos (especialmente manantiales y aguas subterráneas). Aunque la abundancia global de Aminicenantia es mayor en ambientes con un bajo nivel de oxígeno, así como en hábitats no salinos o de baja salinidad, se los encuentra en hábitats con una amplia gama de niveles de oxígeno, salinidades y temperaturas.
Estos organismos, junto a los de la clase Phycisphaerae (del filo Planctomycetes) participan en la degradación microbiana del carbón produciendo metano. Existe un gran interés en el desarrollo de métodos mediante el uso de estos organismos para estimular la producción de metano adicional en la fractura hidráulica de los lechos de carbón.